# Anolis oligaspis
Espèce
Synonymes
- Anolis angusticeps oligaspis Cope, 1894

Anolis oligaspis est une espèce de sauriens de la famille des Dactyloidae. 

## Répartition
Cette espèce est endémique de New Providence aux Bahamas.

## Publication originale
- Cope, 1895 "1894" : The Batrachia and Reptilia of the University of Pennsylvania West Indian expedition of 1890 and 1891. Proceedings of the Academy of Natural Sciences of Philadelphia, vol. 46, p. 429-442 (texte intégral).